# Kap Harcourt
Kap Harcourt ist ein Kap vor der Nordküste Südgeorgiens im Südatlantik. Es liegt am östlichen Ende von Harcourt Island und markiert die nördliche Begrenzung der Einfahrt zur Royal Bay sowie die südliche zur Sacramento Bight.
Der Name des Kaps ist seit mindestens 1920 bekannt und seither etabliert. Der Benennungshintergrund ist nicht überliefert.